# Campanha do Vale de Shenandoah (1864)
A Campanha do Vale de Shenandoah em 1864 foi uma série de operações militares e batalhas que ocorreram na Virgínia, de maio a outubro de 1864, durante a Guerra Civil Americana. Costuma-se dividir o período em três campanhas separadas, mas as mesmas ocorreram conjuntamente.

## Circunstâncias
No início de 1864, Ulysses S. Grant foi promovido à comandante-em-chefe da União e recebeu o comando de todas as tropas legalistas americanas. Ele montou seu quartel-general na sede do Exército de Potomac, com o major-general George Gordon Meade permanecendo como o comandante daquelas tropas. Ao major-general William Tecumseh Sherman foi deixado o comando da maioria dos exércitos ocidentais.
Grant queria a guerra total e acreditava, assim como Sherman e o presidente Abraham Lincoln, que apenas a derrota moral das forças confederadas e o abalo das bases da sua economia colocariam um fim a guerra. As táticas de "terra arrasada" seriam usadas em alguns importantes locais. Ele definiu as coordenadas estratégicas pelo qual pretendia atingir o "coração" da Confederação, com ataques vindo de múltiplas direções: ao major-general Benjamin Franklin Butler coube enfrentar o exército de Robert E. Lee nas proximidades de Richmond; o major-general Franz Sigel invadiria o Vale do Shenandoah e deveria destruir as linhas de suprimentos de Lee; Sherman atacaria a Geórgia e capturaria Atlanta; o major-general Nathaniel Prentiss Banks deveria tomar Mobile no Alabama.

## As três campanhas do Vale de Shenandoah em 1864

### Campanha de Lynchburg (maio – junho 1864)

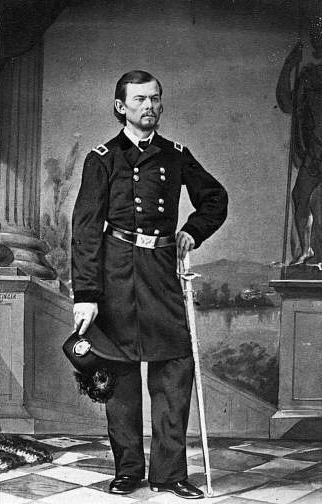
Franz Sigel (1824 – 1902).

Operações militares no Vale do Shenandoah (maio – junho de 1864).

A primeira campanha começou com a planejada invasão de Grant, realizada por Sigel. Sigel era o comandante do Departamento da Virgínia Ocidental e as ordens de Grant era "subir o vale", isto é, ir ao sudoeste pelas montanhas com 10.000 homens que deveriam destruir a estação central ferroviária de Lynchburg, Virginia.
Batalha de New Market (15 de maio)
Sigel foi interceptado por 4.000 soldados e cadetes do IMV-Instituto Militar da Virgínia que estavam sob as ordens do major-general John C. Breckenridge e foram derrotados. Ele recuou para Strasburg, Virginia, onde foi substituído pelo major-general David Hunter, que mais tarde queimou o IMV em retaliação pelas ações dos cadetes.
Batalha de Piedmont (5 de junho – 6 de junho)
Hunter iniciou a ofensiva da União e derrotou William E. Jones, que foi morto na batalha. Hunter ocupou Staunton, Virginia.
Batalha de Lynchburg (17 de junho – 18 de junho)
Hunter seguia o plano de destruir ferrovias, canais e hospitais de Lynchburg quando unidades de Jubal A. Early chegaram. Hunter, com poucos suprimentos, recuou para a Virgínia Ocidental.

### Ação de Early (junho – agosto 1864)
Robert E. Lee ficou preocupado com o avanço de Hunter no Vale, uma ameaça crítica às linhas de suprimento ds forças confederadas na Virgínia. Ele enviou Jubal Early e seus soldados para reprimirem as forças da União no Vale e, se possivel, ameaçarem Washington, D.C.. Early esperava compelir Grant a espalhar suas forças contra Lee em torno de Petersburg, Virginia. Ele se inspirava em Thomas J. Jackson, que em 1862 enfrentou no Vale forças superiores.
Early começou bem. Ele rumou para o Vale sem oposição e chegou a Harpers Ferry na Virgínia Ocidental, cruzou o Rio Potomac e avançou até Maryland. Grant despachou soldados comandados por Horatio G. Wright e outras tropas de George Crook para reforçar Washington e deter Early.

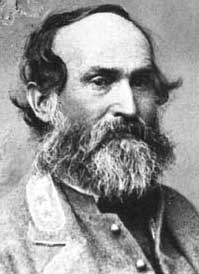
General confederado Jubal Anderson Early (1816 – 1894).

Batalha de Monocacy Junction (9 de julho)
Também conhecida como Batalha de Monocacy.
Early derrotou uma pequena força comandada por Lew Wallace próximo à Frederick, Maryland, mas essa batalha interrompeu seu avanço o tempo suficiente para reforçar os defensores de Washington.
Batalha de Forte Stevens (11 de julho – 12 de julho)
Early atacou o forte ao noroeste do perímetro defensivo de Washington sem sucesso e retornou à Virgínia.
Travessia de Heaton (16 de julho)
A cavalaria da União atacou os comboios de suprimentos de Early que atravessavam o Vale Loudoun mas os confederados conseguiram passar pelas Montanhas Blue Ridge.
Batalha de Cool Spring (17 de julho – 18 de julho)
Também conhecida como Snicker's Ferry.
Early atacou e repeliu forças da União sob o comando de Wright.
Batatalha de Rutherford's Farm (20 de julho)
Uma divisão da União atacou confederados comandados por Stephen Dodson Ramseur. Early foi com seu exército para Fisher's Hill, próximo de Winchester, Virginia.
Segunda Batalha de Kernstown (24 de julho)
Wright se descuidou, achando que Early não era mais ameaça e enfraqueceu suas forças. Early  atacou as tropas de George Crook que haviam permanecido e as derrotou. Crook recuou para o Rio Potomac em Maryland. Early então incendiou Chambersburg, Pensilvânia, como retaliação pela destruição que Hunter fizera no Vale.
Batalha de Folck's Mill (1 de agosto)
Também conhecida como Batalha de Cumberland.
Uma inconclusiva batalha da cavalaria em  Maryland.
Batalha de Moorefield (7 de agosto)
Também conhecida como Batalha de Oldfields.
A cavalaria confederada ao retornar de  Chambersburg em chamas, foi emboscada e derrotada pela cavalaria da União.

### Campanha de Sheridan no Vale (agosto – outubro de 1864)

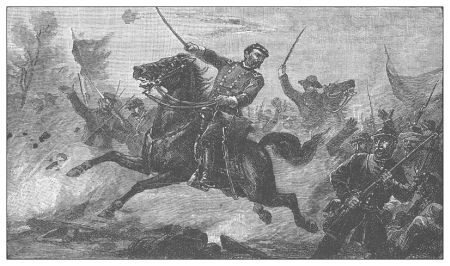
Sheridan em Cedar Creek.

Grant finalmente perdeu a paciência com Early, principalmente depois do incêndio de  Chambersburg. E percebeu que Washington ficaria vulnerável enquanto Early estivesse por perto. Ele chamou um novo e agressivo comandante para derrotar Early: Philip Sheridan, o comandante da Cavalaria do Exército do Potomac e lhe deu a chefia de todas as tropas da área, chamando-a de Exército da União de Shenandoah. Sheridan começou devagar, principalmente devido as eleições presidenciais de 1864, pois seus superiores não queriam um desastre que pudesse abalar a reeleição de Abraham Lincoln.

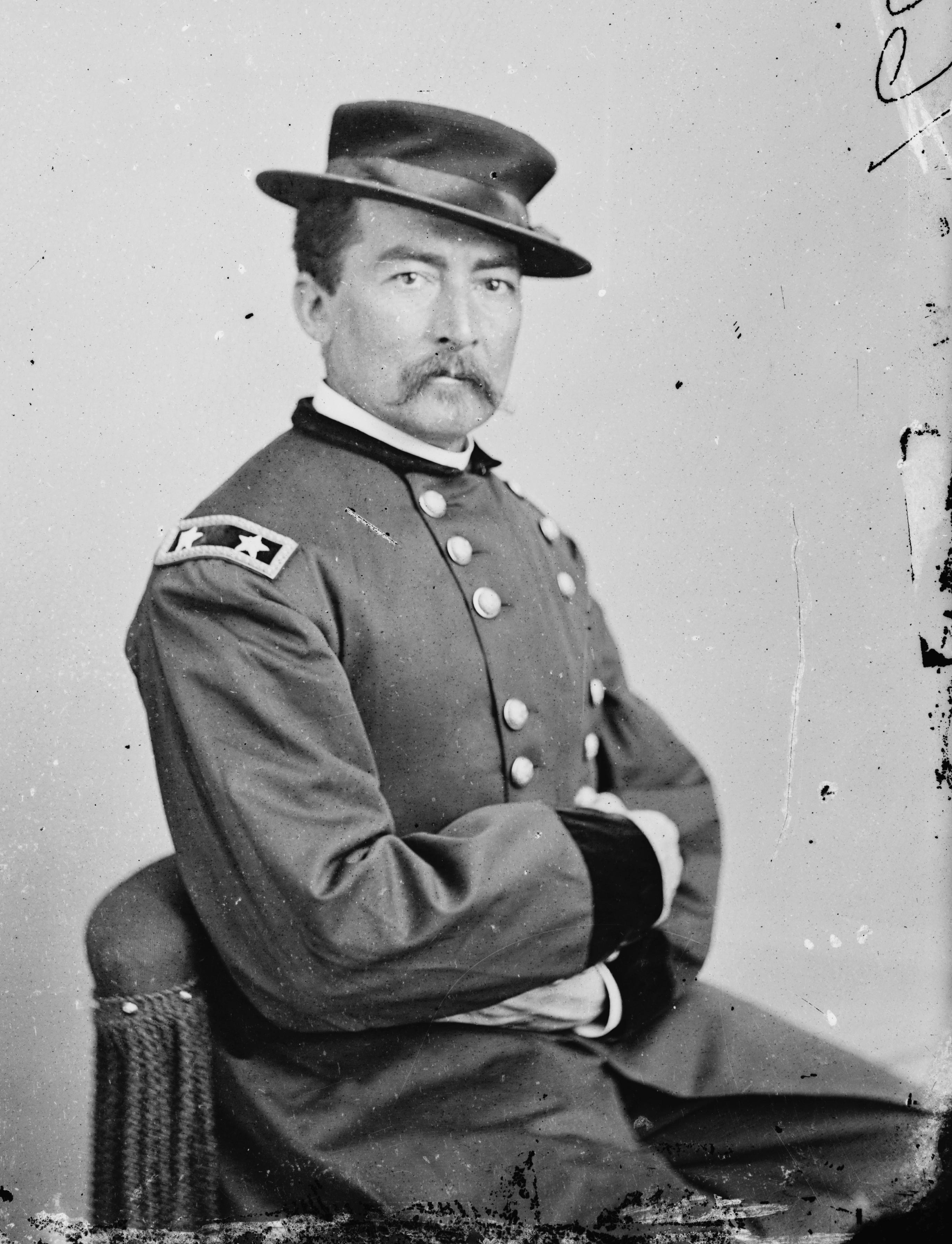
General da União Philip Sheridan (1831 - 1888).

Batalha de Guard Hill (6 de agosto)
Também conhecida como Frente Real de Cedarville. As tropas confederadas sob o comando de Richard H. Anderson vieram de Petersburg para reforçar Early. O brigadeiro-general Wesley Merritt' da cavalaria da União surpreendeu as colunas dos confederados quando cruzavam o Rio Shenandoah, aprisionando 300 inimigos. Os confederados em reposta avançaram e conseguiram empurrar Merritt de volta à Cedarville. A batalha ficou indefinida.
Batalha de Summit Point (21 de agosto)
Também conhecida como Flowing Springs ou Cameron's Depot.
Early e Anderson pararam Sheridan nas proximidades de Charles Town.
Batalha de Smithfield Crossing (25 de agosto – 29 de agosto)
Duas divisões de confederados atravessaram o riacho Opequon e forçaram a cavalaria da União a voltar para Charles Town.
Batalha de Berryville (3 de setembro – 4 de setembro)
Early tentou parar a marcha de Sheridan para o Vale. Voltou ao riacho Opequon e ficou numa posição ruim sob o ataque da totalidade das forças de Sheridan.
Batalha de Opequon (19 de setembro)
Também conhecida como a terceira batalha de Winchester.
Enquanto as forças de Early foram dispersadas ao longo da ferrovia B&O, Sheridan ficou próximo a Winchester, Virginia. Sofrendo numerosas baixas, Early empreendeu a maior das três batalhas da campanha, tomando posições defensivas em Fisher's Hill.
Batalha de Fisher's Hill (21 de setembro – 22 de setembro)
Sheridan enfrentou Early, derrotando os confederados com baixas moderadas. Early retirou-se para Waynesboro, Virginia.
Com Early fora do caminho, o Vale se abriu para a União. Com a ajuda de Sherman que tomou Atlanta, Lincoln conseguiu se reeleger. Sheridan voltou lentamente do Vale e conduziu uma campanha de terra arrasada enquanto passava por lá em novembro.

Campanha de Sheridan (agosto – outubro de 1864).

Batalha de Tom's Brook (9 de outubro)
Com Early fustigando Sheridan, a cavalaria da União enfrentou duas divisões de cavalaria Confederada.
Batalha de Cedar Creek (19 de outubro)
Num brilhante ataque surpresa, Early enfrentou o Exército da União, mas suas tropas estavam famintas e exaustas e procuraram pilhar o acampamento da União; Sheridan administrou a reação das tropas e derrotou Early definitivamente.
Completada a missão de neutralizar Early e destroçar econômica e militarmente o Vale do Shenindoah, Sheridan retornou para auxiliar Grant em Petersburg. A maior parte dos homens de  Early se juntaram a Lee em Petersburg em dezembro, enquanto Early permaneceu no comando de uma força mínima. Sua ação final foi a derrota na Batalha de Waynesboro em 2 de março de 1865. Depois Lee retirou seu comando pois o governo confederado e o próprio povo já não mais confiavam nele.